# السعودية في الألعاب الأولمبية الصيفية 2016
المملكة العربية السعودية ستشارك للمنافسة في دورة الألعاب الأولمبية الصيفية 2016 في ريو دي جانيرو، البرازيل، من 05-21 أغسطس 2016. وكان هذا الظهور الحادي عشر للبلاد في دورة الألعاب الاولمبية، باستثناء دورة الألعاب الأولمبية الصيفية 1980 في موسكو بسبب الحرب السوفياتية في أفغانستان .

## العاب القوى
حقق الرياضيين السعوديين معايير التأهل في بطولة العاب القوى التالية (بحد أقصى 3 رياضيين في كل حدث):
مفتاح
- Note–الرتب تعطى لمسار الأحداث في النتيجة الرياضية فقط
- Q = تأهل للجولة القادمة
- q = تأهل للجولة القادمة باعتباره أسرع خاسر  أو ، في الأحداث الميدانية، من خلال موقف دون تحقيق هدف التأهل.
- NR = سجل وطني
- N/A = جولة لا تنطبق على الحدث
- Bye = رياضي لا يشترط للتنافس في جولة

رجال
مسار وطريق الأحداث
| الرياضي            | الحدث    | النتيجة  | النتيجة | الربع النهائي | الربع النهائي | الدور قبل النهائي | الدور قبل النهائي | النهائي  | النهائي  |
| الرياضي            | الحدث    | النتيجة  | المرتبة | النتيجة       | المرتبة       | النتيجة           | المرتبة           | النتيجة  | المرتبة  |
| ------------------ | -------- | -------- | ------- | ------------- | ------------- | ----------------- | ----------------- | -------- | -------- |
| عبد الله أبكر محمد | 100 متر  | Bye      | Bye     | 10.26         | 5             | لم يتأهل          | لم يتأهل          | لم يتأهل | لم يتأهل |
| طارق أحمد العمري   | 5000 متر | 14:26.90 | 21      | —             | —             | —                 | —                 | لم يتأهل | لم يتأهل |
| مخلد العتيبي       | 5000 متر | 14:18.48 | 21      | —             | —             | —                 | —                 | لم يتأهل | لم يتأهل |

الأحداث الميدانية
| الرياضي       | الحدث     | النتيجة | النتيجة | النهائي  | النهائي  |
| الرياضي       | الحدث     | المسافة | المركز  | المسافة  | المركز   |
| ------------- | --------- | ------- | ------- | -------- | -------- |
| سلطان الداودي | رمي القرص | 54.34   | 33      | لم يتأهل | لم يتأهل |

السيدات
المسار وطريق الأحداث
| الرياضية           | الحدث     | النتيجة  | النتيجة | الربع النهائي | الربع النهائي | الدور قبل النهائي | الدور قبل النهائي | النهائي  | النهائي  |
| الرياضية           | الحدث     | النتيجة  | المرتبة | النتيجة       | المرتبة       | النتيجة           | المرتبة           | النتيجة  | المرتبة  |
| ------------------ | --------- | -------- | ------- | ------------- | ------------- | ----------------- | ----------------- | -------- | -------- |
| كريمان أبو الجدايل | 100 متر   | 14.61 NR | 7       | لم تتأهل      | لم تتأهل      | لم تتأهل          | لم تتأهل          | لم تتأهل | لم تتأهل |
| سارة عطار          | الماراثون | —        | —       | —             | —             | —                 | —                 | 3:16:11  | 132      |

## المبارزة
دخلت المملكة العربية السعودية في منافسات المبارزة وهي واحدة من المنافسات الأولمبية التي عادت بعد أن ظهرت لأول مره في عام 1992. نافست المبارزة السعودية لبنى العمير في منافسات المبارزة للسيدات.
| Athlete     | Event            | دور ال 64                 | دور ال 32    | الدور ال 16  | الربع النهائي | الدور قبل النهائي | Final / BM   | Final / BM |
| Athlete     | Event            | الخصم الدرجة              | الخصم الدرجة | الخصم الدرجة | الخصم الدرجة  | الخصم الدرجة      | الخصم الدرجة | المرتبة    |
| ----------- | ---------------- | ------------------------- | ------------ | ------------ | ------------- | ----------------- | ------------ | ---------- |
| لبنى العمير | المبارزة للسيدات | راشيل (البرازيل) · L 0–15 | لم تتأهل     | لم تتأهل     | لم تتأهل      | لم تتأهل          | لم تتأهل     | لم تتأهل   |

## الجودو
1- سليمان حمد
2- جود فهمي

## الرماية
1- عطا الله العنزي

## رفع الأثقال
1- محسن الدحيلب